# میرزا ابوالقاسم بابر
میرزا ابوالقاسم بابر گورکانی، (۱۴۲۲–۱۴۵۷ م.)، پسر میرزا بایسنقر و نوه شاهرخ پسر تیمور بود. وی حاکم فارس از ۱۴۴۹ تا ۱۴۵۷ میلادی بود.
بابر یکی از نواده‌های تیمور بود که درگیر مبارزهٔ جانشینی در آخرین سال‌های زندگی شاهرخ بود. وی همراه با خلیل سلطان نوادهٔ دیگر تیمور، خزانهٔ قشون را غارت نموده، سپس خود را به خراسان رسانید. در همان زمان (۱۴۴۸ م.)، الغ بیگ نیز به خراسان حمله کرد و تلاش نمود علاءالدوله را در هرات شکست دهد. 
الغ بیگ توانست علاءالدوله را در ترناب شکست دهد و مشهد را تسخیر نماید. در عین حال پسرش میرزا عبداللطیف هرات را فتح نمود. علاءالدوله به جنوب غربی افغانستان کنونی گریخت. الغ بیگ ماوراءالنهر را مهم‌تر شمرده، به آن جا رهسپار گشت ولی بابر در راه برگشت به او حمله کرد و تلفات سنگینی به او وارد آورد.
با خلأ قدرت در خراسان، بابر به سرعت موفق به ضبط و کنترل مشهد و هرات در سال ۱۴۴۹ شد. همراه با الغ بیگ و سلطان محمد که کنترل نواحی مرکزی ایران را به دست آوردند، بابر تبدیل به یکی از سه حاکم تیموری مهم ایران گشت. این توازن قوا به زودی توسط سلطان محمد که به خراسان حمله کرد، بر هم خورد.
مبارزات با سلطان محمد برای بابر با شکست در مشهد در سال ۱۴۵۰ شروع شد و او را متقاعد به صرف نظر کردن از بخش‌هایی از خاک خود نمود. با این حال، وضع بابر به زودی بهبود یافت و موفق به شکست سلطان محمد و متعاقباً زندانی کردن و سپس اعدام وی شد. او سپس به شیراز یورش برد و کنترل زمین‌های سلطان محمد را به دست آورد.
در این مرحله جهانشاه، سلطان قراقویونلوی ترکمن به وفاداری خود به تیموریان پایان داد. او به سرعت قم و ساوه را به محاصره کشید. بابر شروع به یورش به جهانشاه نمود اما به دلیل برتری قاطع اردوی قراقویونلو و توطئه علیه او توسط علاءالدوله مجبور به عقب‌نشینی شد. تا ۱۴۵۲ قراقوینلوها بسیاری از مناطق ایران را از تیموریان گرفتند.
بابر در سال ۱۴۵۴ به ماوراءالنهر که تحت کنترل ابوسعید بود حمله برد. این اقدامی تلافی‌جویانه بود علیه فتح سابق بلخ. او به سرعت سمرقند را به محاصره کشید، با این حال مناقشه بین این دو به زودی به پایان رسید و توافق کردند که رودخانهٔ جیحون را به عنوان مرز قرار دهند. این توافق تا زمان مرگ بابر در ۱۴۵۷ باقی ماند. پس از درگذشت او پسرش میرزا شاه محمود جانشین وی گشت.
در سال ۸۵۶ ه‍.ق. (۱۴۵۲) حدود ۶۵ سال پس از وفات حافظ، شمس الدین محمد یغمایی، وزیر بابر، برای اولین بار عمارتی گنبدی‌شکل بر فراز مقبرهٔ حافظ بنا کرد و در جلو این عمارت، حوض بزرگی ساخت که از آب رکن‌آباد پر می‌شد.